# Бугорна вулиця (Київ)
Буго́рна ву́лиця — вулиця в Шевченківському районі міста Києва, місцевість Сирець. Пролягає від провулку Академіка Івахненка до Ічкерської вулиці. 
Прилучаються Бугорний провулок і Полянська вулиця.

## Історія
Вулиця виникла у 40-ві роки XX століття під назвою 441-ша Нова. Сучасна назва — з 1944 року, через особливості рельєфу місцевості, де пролягає.

## Зображення

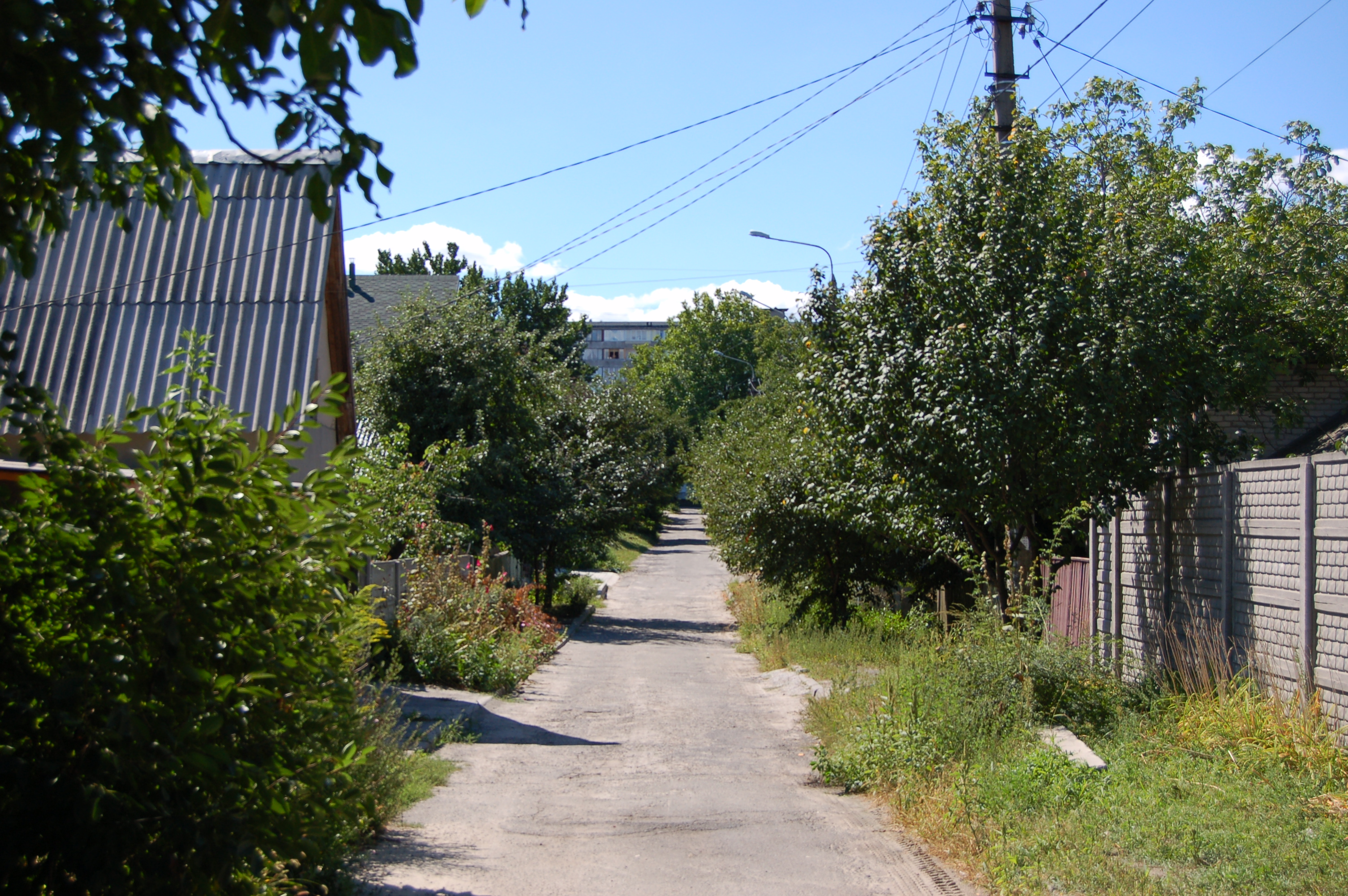
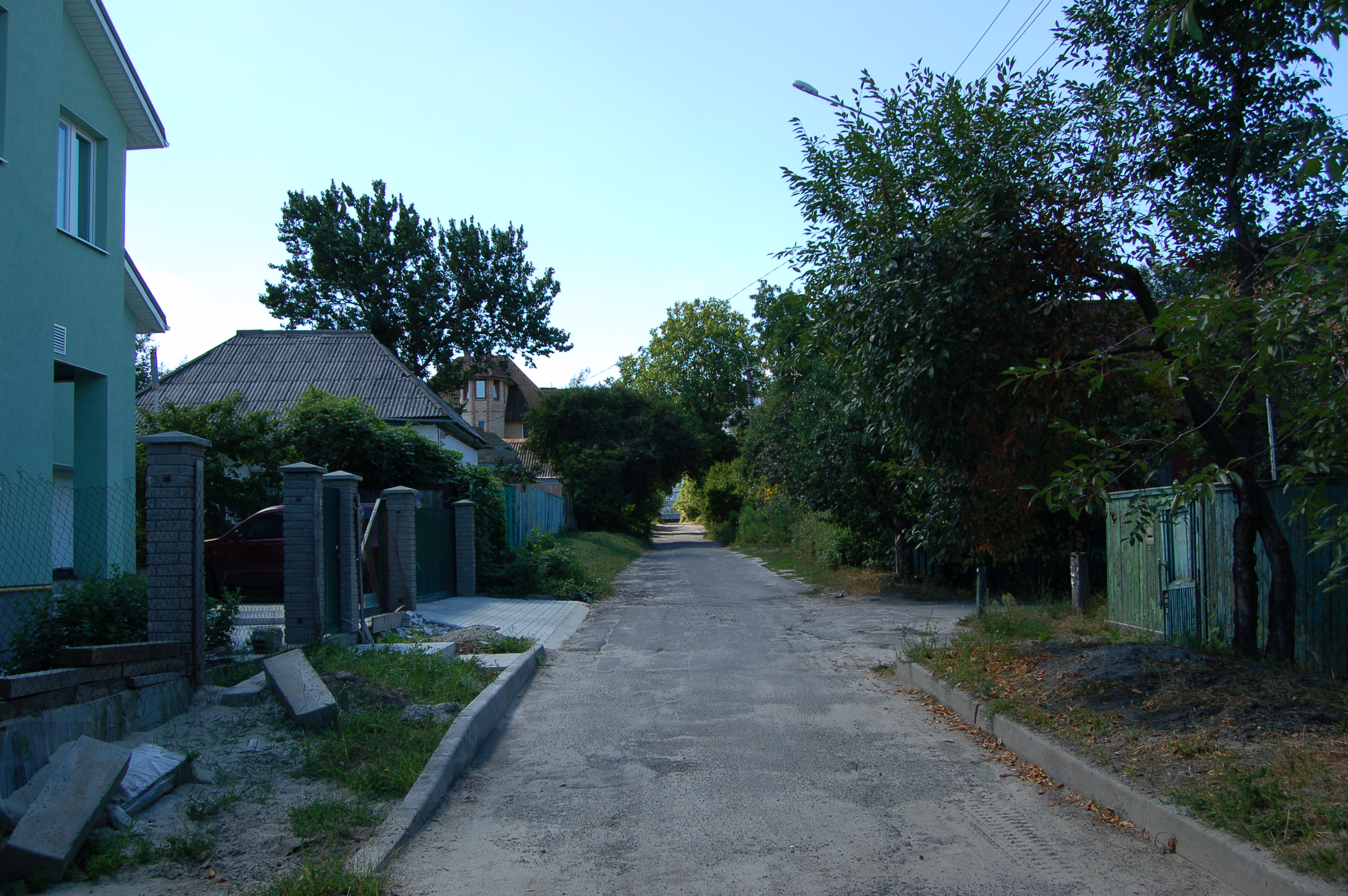